# Chrást (okres Plzeň-město)
Chrást (Duits: Chrast) is een Tsjechische gemeente in de regio Pilsen (regio), en maakt deel uit van het district Plzeň-město.
Chrást telt 1734 inwoners (2006).
Met station Chrást u Plzně (Chrást bij Pilsen) heeft Chrást een eigen spoorwegstation aan spoorlijn 170 tussen Beroun en Pilsen.
Dýšina ·
Chrást ·
Chválenice ·
Kyšice ·
Letkov ·
Lhůta ·
Losiná ·
Mokrouše ·
Nezbavětice ·
Nezvěstice ·
Plzeň ·
Starý Plzenec ·
Šťáhlavy ·
Štěnovický Borek ·
Tymákov